# Lepidothamnus
Lepidothamnus es un género de coníferas dentro de Podocarpaceae. Consta de fanerófitos perennifolios. L. intermedius y L. laxifolius son originarios de Nueva Zelanda. Lepidothamnus fonkii crece en los bosques del sur de Chile y la Argentina, pudiendo crecer como un pequeño arbusto.